# اندیس آنومالی قباغلوچه
آنومالی قباغلوچه یک اندیس فلزی است که در حوالی شهر سقز استان کردستان قرار دارد و مادهٔ معدنی موجود در آن، طلا است.سنگ میزبان این اندیس گنیس است  در این اندیس، پاراژنز‌های پیریت، اپیدوت، کلریت یافت می‌شوند.